# Subligny (Cher)
 Subligny  es una población y comuna francesa, situada en la región de  Centro, departamento de Cher, en el distrito de Bourges y cantón de Vailly-sur-Sauldre.

## Demografía
| 466 | 405 | 360 | 348 | 320 | 303 |
| Para los censos de 1962 a 1999 la población legal corresponde a la población sin duplicidades (Fuente: INSEE [Consultar]) |     |     |     |     |     |